# Sellí (Réthymnon)
Sellí, en grec moderne : Σελλί, est un village du dème de Réthymnon, en Crète, en Grèce. Selon le recensement de 2011, la population de Sellí compte 110 habitants. Le village est situé à une altitude de 524 m et à 17 km de Réthymnon.